# Concierto para violín (Jachaturián)

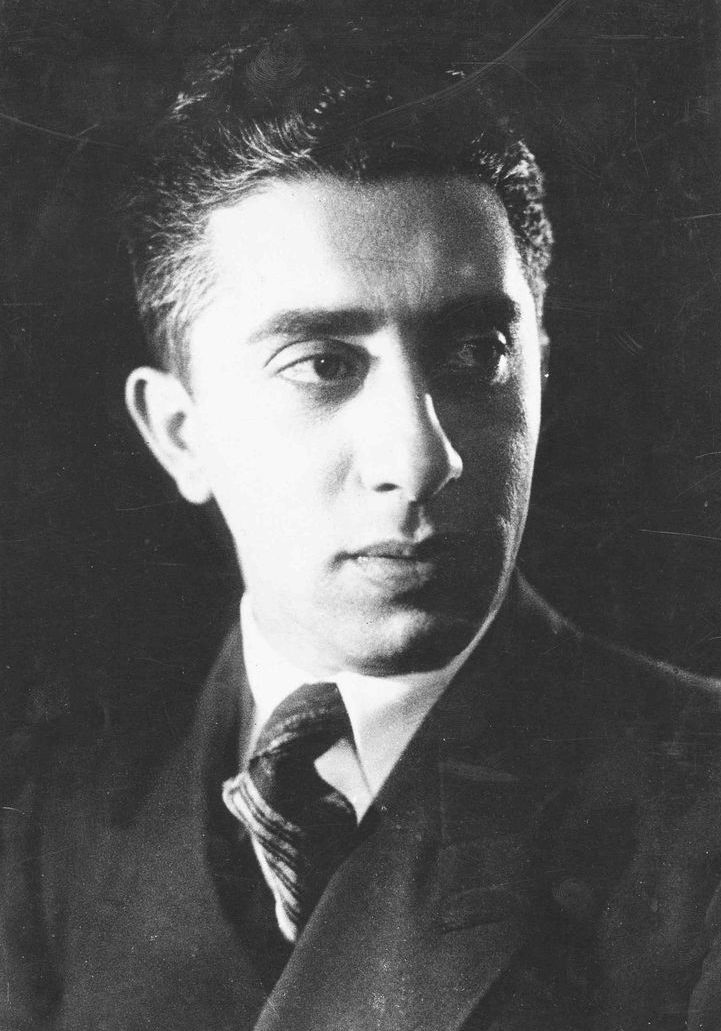
Jachaturián en 1941.

El Concierto para violín en re menor fue compuesto por Aram Jachaturián en 1940. La obra está dedicada al violinista ucraniano David Óistraj, quien lo estrenó el 16 de noviembre de 1940.

## Historia
En 1940 Jachaturián disfrutaba de un tremendo éxito profesional y alegría personal. Trabajó en el concierto en la tranquilidad de un bosque en retiro de compositores al oeste de Moscú. El compositor dijo de la pieza que "trabajó sin esfuerzo... Los temas me llegaban en tal abundancia que me costaba ponerlos en orden."

## Instrumentación
La partitura está escrita para una orquesta formada por:
- Viento madera: 1 flautín, 2 flautas, 2 oboes, 1 corno inglés, 2 clarinetes en la, 2 fagotes.
- Viento metal: 4 trompas en fa, 3 trompetas en do, 3 trombones, 1 tuba.
- Percusión: timbales, bombo, platillos, pandereta.
- Cuerda: 1 arpa y una sección de cuerdas con violines I y II, violas, violonchelos y contrabajos.

## Estructura y análisis
El concierto consta de tres movimientos:
- I. Allegro con fermezza, en re menor 4
4 (unos 14 minutos)
- II. Andante sostenuto 3
4 (unos 12 minutos)
- III. Allegro vivace 3
8 (unos 9 minutos)

La interpretación de esta obra dura aproximadamente 35 minutos. Muchas secciones del concierto recuerdan la música folclórica de la Armenia natal de Jachaturián, aunque nunca cita directamente una melodía folclórica específica, "el exótico sabor oriental de las escalas y melodías armenias y la cautivadora diversidad rítmica de las danzas" están a lo largo de la obra. El trabajo se ha caracterizado por "un impulso rítmico y vitalidad estimulantes, y una inclinación por la melodía embriagadora, lánguida y de gran sabor que se apropia mucho de las inflexiones de su música folclórica armenia nativa."

### I.Allegro con fermezza
El primer movimiento, Allegro con fermezza, está escrito en la tonalidad de re menor, en compás de 4/4 y responde a la forma sonata. La exposición se abre con una melodía que ha sido descrita como "energética" un "tema alegre parecido a una danza" y esto da paso a un tema melódico secundario "más lírico".

### II.Andante sostenuto
El segundo movimiento, Andante sostenuto, está en compás de 3/4 y responde a la estructura de un rondó fluido. Ha sido descrito como "un movimiento lento rapsódico que lo lleva a uno a un inquietante paisaje invernal." Geoffrey Norris escribió: "La facilidad y la espontaneidad, la acritud y la flexibilidad de las invenciones melódicas de Jachaturián se exponen más claramente en el Andante sostenuto del movimiento central, emitido de una manera fluida y casi improvisada que recuerda el arte de la música folclórica armenia."

### III.Allegro vivace
El tercer y último movimiento, Allegro vivace, está en compás de 3/8. El Finale ha sido calificado como "un torbellino de movimiento y virtuosismo." En este movimiento, "el elemento folclórico es especialmente pronunciado en el vigor de baile de la melodía principal y en el virtuosismo repetitivo, insistente y salvaje del instrumento solista."

## Recepción de la obra
En 1941 fue galardonado con el premio Stalin. Desde entonces se ha convertido en una de las piezas más famosas de Jachaturián, a pesar de las considerables críticas.

## Adaptaciones
Cuando el flautista Jean-Pierre Rampal se dirigió al maestro armenio para pedirle que compusiera un concierto para flauta y orquesta, este le sugirió que el Concierto para violín podría adaptarse a la flauta. Con el apoyo del compositor, Rampal completó la transcripción en 1968, aportando su propia cadenza en sustitución de la cadenza original del violín en el primer movimiento. El acompañamiento orquestal a lo largo de la pieza permanece inalterado.

## Discografía selecta
| Año  | Solista            | Director, orquesta                                            |
| ---- | ------------------ | ------------------------------------------------------------- |
| 1947 | Gerhard Taschner   | Arturo Rother, Orquesta Sinfónica de la Radio de Berlín       |
| 1948 | David Óistraj      | Aleksandr Gauk, Orquesta Sinfónica Estatal de la URSS         |
| 1952 | David Óistraj      | Aram Jachaturián, Orquesta Filarmónica Nacional               |
| 1956 | Ruggiero Ricci     | Anatole Fistoulari, Orquesta Filarmónica de Londres (estéreo) |
| 1964 | Henryk Szering     | Antal Doráti, Orquesta Sinfónica de Londres                   |
| 1967 | David Óistraj      | Aram Jachaturián, Orquesta Sinfónica de la Radio de Moscú     |
| 1984 | Itzhak Perlman     | Zubin Mehta, Orquesta Filarmónica de Israel                   |
| 1989 | Valery Klímov      | Evgeni Svetlanov, Orquesta Sinfónica Académica de la URSS     |
| 1990 | Lydia Mordkovich   | Neeme Jarvi, Real Orquesta Nacional Escocesa                  |
| 2004 | Julia Fischer      | Yakov Kreizberg, Orquesta Nacional Rusa                       |
| 2007 | Aarón Rosand       | Kees Bakels, Orquesta Filarmónica de Malasia                  |
| 2008 | Nicolás Koeckert   | José Serebrier, Orquesta Filarmónica Real                     |
| 2010 | Ara Malikian       | Jesús Amigo, Orquesta Sinfónica de Extremadura                |
| 2011 | Mijail Simonyan    | Kristjan Jarvi, Orquesta Sinfónica de Londres                 |
| 2014 | James Ehnes        | Mark Wigglesworth, Orquesta Sinfónica de Melbourne            |
| 2018 | Nemanja Radulovic  | Sascha Goetze, Orquesta Filarmónica de Estambul Borusan       |
| 2019 | Rachel Barton Pine | Teddy Abrams, Real Orquesta Nacional Escocesa                 |
| 2020 | Antje Weithaas     | Daniel Raiskin, Staatsorchester Rheinische Philharmonie       |